# Franco Basaglia
Franco Basaglia (Venezia, 11 marzo 1924 – Venezia, 29 agosto 1980) è stato uno psichiatra e neurologo italiano, innovatore nel campo della salute mentale, riformatore della disciplina psichiatrica in Italia, fondatore di
Psichiatria Democratica e ispiratore della Legge 180/1978 (che ne prende il nome) che introdusse la revisione ordinamentale degli ospedali psichiatrici in Italia promuovendo radicali trasformazioni nel trattamento sul territorio dei pazienti con problemi psichiatrici. Esponente della psichiatria fenomenologica, è considerato lo psichiatra italiano più influente del XX secolo.

## Biografia

### Formazione
Nato a Venezia nel 1924, secondo di tre figli in una famiglia della media borghesia, si iscrisse al liceo Marco Foscarini dove conseguì la maturità classica nel 1943. Nella stessa scuola studiava il futuro cognato Alberto Ongaro, fumettista e scrittore, che fu arrestato nel '44, uscì dopo un mese e si unì coi partigiani sui monti.
Si trasferì in seguito per studiare medicina presso l'Università degli Studi di Padova dove conobbe e divenne amico, tra gli altri, del pediatra Franco Panizon. A Padova frequentò un gruppo di studenti antifascisti e per questo, dopo la denuncia di uno di questi, venne arrestato e detenuto per alcuni mesi nelle carceri della Repubblica Sociale Italiana. Fu lì che maturò la contrarietà ai luoghi di coercizione chiusi.
Con la fine della seconda guerra mondiale entrò nel Partito Socialista Italiano  e nel 1949 conseguì la laurea. Durante il periodo universitario non si curò esclusivamente degli studi in medicina ma seguì anche altri interessi, che in seguito lo avrebbero notevolmente influenzato. Approfondì temi filosofici e lesse autori fondamentali dell'esistenzialismo e della fenomenologia come Jean-Paul Sartre, Maurice Merleau-Ponty, Edmund Husserl, Martin Heidegger e Ludwig Binswanger.
Si specializzò nel 1953 in malattie nervose e mentali presso la clinica neuropsichiatrica di Padova e divenne assistente di Giovanni Battista Belloni. Nello stesso anno sposò Franca Ongaro, dalla quale ebbe nel 1953 il figlio Enrico e nel 1954 la figlia Alberta. La Ongaro, inizialmente interessata alla letteratura, scrisse diversi articoli e alcuni libri; collaborò a lungo col marito nella stesura di alcuni suoi testi sulla psichiatria, entrò in Parlamento con Sinistra indipendente per due legislature, dopo la scomparsa del marito, ne raccolse l'eredità. La moglie fece una riduzione dell'Odissea per ragazzi interamente disegnata dall'amico di Hugo Pratt.
Padova era dominata da un Positivismo scientista e lombrosiano. I clinici chiamavano spregiativamente Basaglia "il Filosofo", per via della sua formazione umanistica. Essi condividevano la tesi organicista secondo cui la malattia psichiatrica deriverebbe da tare biologiche ereditarie. Basaglia entrò in rotta di collisione con queste concezioni.

### L'esperienza nelle varie sedi

#### Gorizia e Colorno
Nel 1958 ottenne la libera docenza in psichiatria ma iniziò ad incontrare resistenze nel mondo accademico e solo tre anni dopo rinunciò alla carriera universitaria e si trasferì a Gorizia per dirigervi l'ospedale psichiatrico. Questa decisione fu influenzata da motivazioni politiche e scientifiche. L'ambiente universitario non era allineato con le idee dell'esistenzialismo i cui maestri italiani (da Enrico Morselli a Arnaldo Ballerini, da Bruno Callieri a Eugenio Borgna) non avevano ottenuto una cattedra.
L'impatto con la realtà del manicomio fu durissimo. Come preparazione era vicino alle idee di Karl Jaspers, Eugène Minkowski, Ludwig Binswanger, ma anche a quelle di Michel Foucault e Erving Goffman.
Nel 1961 fu fortemente influenzato dal saggio Asylums di Goffmann, di cui curò la prefazione all'edizione italiana. Il volume descriveva le conseguenze dell'isolamento e della solitudine sociale.
Dopo alcuni viaggi all'estero, compresa una visita alla comunità terapeutica di Maxwell Jones, fece arrivare da Padova Antonio Slavich, conosciuto a metà degli anni cinquanta nell'ateneo di quella città, ed iniziò con lui la prima esperienza anti-istituzionale nell'ambito della cura dei malati di mente. Tentò di realizzare a Gorizia quanto Jones aveva cominciato a fare da dieci anni in Inghilterra, cioè modificare la struttura rigida e gerarchica dell'ospedale psichiatrico, caratterizzata da rapporti di tipo verticale, in un'organizzazione più aperta ed orizzontale, rendendo paritario il rapporto fra gli utenti-pazienti e gli operatori sanitari. Questo comportava l'eliminazione della contenzione fisica, delle terapie con elettroshock e dei cancelli chiusi nei reparti. L'approccio avrebbe dovuto essere spostato nel rapporto umano con l'aiuto di sole terapie farmacologiche. In tal modo chi si trovava nelle strutture sanitarie doveva diventare persona da aiutare e non da recludere o isolare.
La trasformazione dell'ospedale psichiatrico secondo il sogno di Basaglia si rivelò difficile da far accettare alla città. All'interno dell'ospedale psichiatrico aveva allestito laboratori di pittura e di teatro, aveva fatto nascere una cooperativa di lavoro tra i pazienti in modo da permettere loro svolgere lavori riconosciuti e retribuiti ma l'idea di andare oltre questa trasformazione all'interno dell'ospedale psichiatrico ancora non si realizzò. Il manicomio andava chiuso, sostituito da una rete di servizi esterni per l'assistenza delle persone affette da disturbi mentali. L'approccio psichiatrico andava modificato perché senza comprendere i sintomi della malattia mentale non era possibile mantenere un ruolo nel processo che finiva per escludere il malato mentale, come prevedeva il sistema istituzionale.
Il lavoro portato avanti da Basaglia sicuramente non avrebbe potuto essere realizzato senza le persone che sin dalle sue prime iniziative a Gorizia lo seguirono, e tra di esse prima di tutti la moglie Franca Ongaro, e poi psichiatri, intellettuali ed operatori sanitari come Antonio Slavich, Lucio Schittar, Agostino Pirella, Domenico Casagrande, Leopoldo Tesi, Giorgio Antonucci, Maria Pia Bombonato, Giovanni Jervis e Letizia Jervis Comba.
Intanto, nel 1967, curò il volume Che cos'è la psichiatria? e nel 1968 il fondamentale L'istituzione negata. Rapporto da un ospedale psichiatrico, nel quale raccontò al grande pubblico l'esperienza dell'ospedale psichiatrico di Gorizia. L'istituzione negata, scritto con la collaborazione della moglie Franca Ongaro, ottenne grande successo editoriale. Nel 1970 lasciò Gorizia e si stabilì in provincia di Parma per dirigere l'ospedale psichiatrico di Colorno su invito di Mario Tommasini, politico col quale intraprese una fervida collaborazione; nel parmense rimase sino al 1971.

#### Trieste

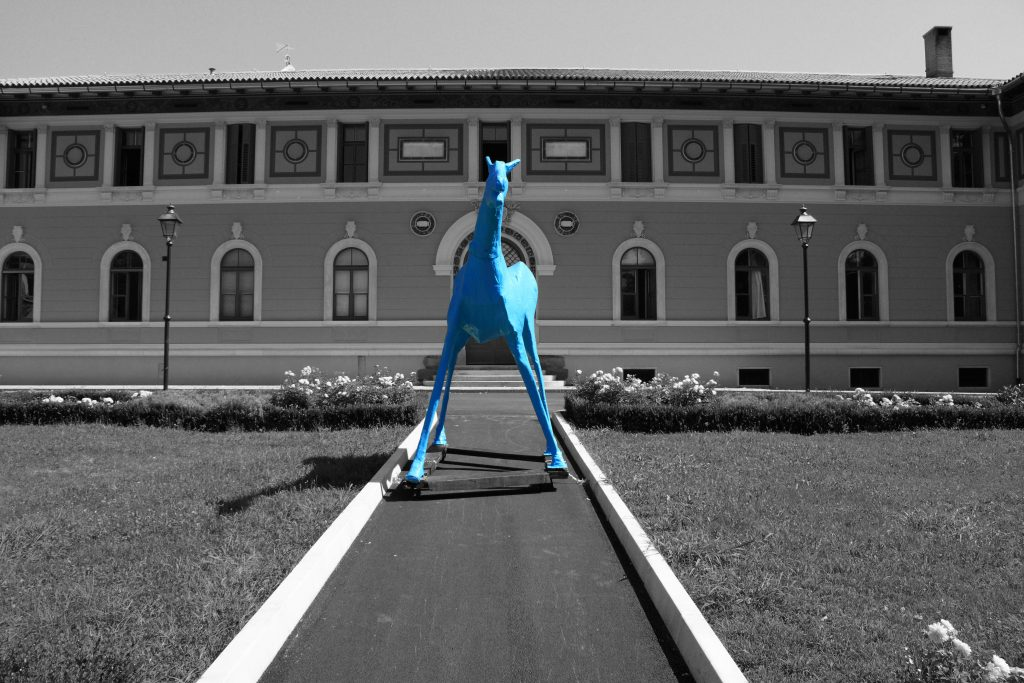
L'opera collettiva Marco Cavallo

Nell'agosto del 1971 ottenne l'incarico di direttore dell'ospedale psichiatrico di Trieste, oggi Parco Culturale di San Giovanni, e due anni dopo la città venne indicata come zona pilota per l'Italia nella ricerca dell'Organizzazione mondiale della sanità relativa ai servizi di salute mentale. Basaglia intanto fondò la società Psichiatria Democratica, con la finalità di riformare la psichiatria e proseguendo così nella diffusione in Italia dell'antipsichiatria, il movimento che si stava affermando a partire dal XIX secolo ed in particolare dalla seconda metà del XX. In Inghilterra questo era avvenuto grazie in particolare a David Cooper.
Nel 1972 il cavallo Marco, che sino a quel momento era stato utilizzato dentro la struttura, venne destinato al macello. I ricoverati, con una loro lettera indirizzata a Michele Zanetti, presidente della provincia, ottennero che gli venisse salvata la vita e che venisse affidato alle loro cure. Il fatto di cronaca diede l'ispirazione a Vittorio Basaglia, cugino dello psichiatra, per la realizzazione di un'opera artistica, il Marco Cavallo, che fu costruito nei locali dell'ospedale nel 1973 durante un'animazione collettiva curata da Vittorio Basaglia e Giuliano Scabia che coinvolse tutta la struttura.  La vicenda ebbe un forte significato simbolico.
Grazie alla sua opera di critica istituzionale al manicomio ed al processo di re-integrazione sociale dei pazienti da lui avviato, un collettivo di degenti arriverà a fondare, il 16 dicembre 1972, la prima cooperativa sociale del mondo, denominata inizialmente Cooperativa Lavoratori Uniti (CLU) ed in seguito intestata allo stesso Basaglia.
L'azione di Basaglia portò, nel gennaio 1977, all'annuncio della chiusura dell'ospedale psichiatrico "San Giovanni" di Trieste entro l'anno (anche se in realtà questo avvenne più tardi) e il 13 maggio 1978 all'approvazione della legge 180 di riforma psichiatrica. A questo punto, nel 1979, Basaglia partì per il Brasile e attraverso una serie di seminari raccolti nel volume Conferenze brasiliane, testimoniò la sua esperienza. A succedergli nella direzione dell'ospedale ormai aperto e molto diverso da come era solo 8 anni prima fu Franco Rotelli. A Trieste si formarono anche Peppe Dell'Acqua e Giovanna Del Giudice.
Nel 1973 l'ospedale fu riconosciuto dall’Organizzazione mondiale della sanità come esperienza pilota nella ricerca psichiatrica.
Sempre nel febbraio 1977 visitò il palazzo Tassoni Estense di via della Ghiara di Ferrara, sede dell'ospedale psichiatrico cittadino, dove si stava tenendo il convegno La Scopa Meravigliante, organizzato da Antonio Slavich, suo collaboratore sin dai tempi di Gorizia e nella città estense dal 1971. In quell'occasione ebbe modo di ribadire le linee guida della sua visione riformatrice.
A Trieste, nel 1977, vi fu anche Dario Fo, amico da tempo di Basaglia, per partecipare con un suo spettacolo e sostenere così la riforma. In quell'occasione si ebbe anche un episodio di contestazione da parte di movimenti autonomi più interessati alle carceri speciali.

#### Roma
Dopo aver lasciato definitivamente Trieste e anche in conseguenza delle modifiche legislative che la sua azione aveva accelerato si trasferì a Roma per assumere l'incarico di coordinatore dei servizi psichiatrici della Regione Lazio. Non ebbe modo di mettere in atto nella sua nuova sede iniziative importanti perché nella primavera del 1980 si manifestarono i primi sintomi di un tumore cerebrale, che in pochi mesi lo portarono alla morte. Spirò il 29 agosto 1980 nella sua casa di Venezia, la città dove era nato e dove a lungo, anche quando lavorava altrove, come racconta la figlia Alberta, continuava a tornare durante i fine settimana. La legge 180 è ancora in vigore e regola l'assistenza psichiatrica in Italia, anche se non è mai stata applicata in modo completo.

### Morte
Nella primavera del 1980 si manifestano i primi segni di un tumore cerebrale che lo conducono alla morte in pochi mesi. Si spegne il 29 agosto nella sua casa di Venezia.
Dopo la sua scomparsa, Franco Basaglia è stato sepolto nel cimitero di San Michele, sull'isola omonima della Laguna di Venezia.

## Pensiero
(Franco Basaglia, Introduzione a La salute mentale in Cina, di Gregorio Bermann, Einaudi 1972)
Mentre frequentava la scuola di specializzazione in neuropsichiatria presso l'Università degli Studi di Padova tentò di modificare l'approccio medico positivista integrandolo con una visione filosofica fenomenologica-esistenzialista. Cominciò a ricercare nuovi strumenti di validazione funzionali a questa concezione psichiatrica che gradualmente stava maturando proprio grazie alle sue letture filosofiche.

### Superamento del positivismo

#### Fenomenologia
Durante il periodo della sua formazione, leggendo Ludwig Binswanger ed Edmund Husserl, si avvicinò alla fenomenologia e fece sua la distinzione tra Körper, il corpo fisico, la cosa, e Leib, il corpo personale, vivente.
Basaglia fece suo il superamento del dualismo-contrapposizione tra anima e corpo che aveva influenzato psicologia e psichiatria fino ad allora e ritenne corretta la posizione della sospensione del giudizio. Non intendeva annullare la realtà, che continua ad esistere, ma voleva spostare l'attenzione sul come il mondo si presenta alla coscienza, o a come la coscienza prende atto del mondo.
Superato così il positivismo le problematiche della moderna psichiatria andavano affrontate con l'aiuto della fenomenologia e quindi una diagnosi corretta si poteva ottenere solo evitando di considerare la malattia mentale come se fosse una malattia fisica. Edmund Husserl sosteneva che la psiche umana è decisamente complessa e misteriosa e che quindi la psichiatria non doveva oggettivizzare il malato né illudersi di trovare soluzioni facili. L'approccio corretto si realizzava mettendosi dalla parte del paziente, e, come suggeriva Karl Jaspers, osservarne i comportamenti e stabilire una relazione senza temere la possibile immedesimazione e con la conseguente sofferenza.

#### Esistenzialismo
Sempre nel periodo della sua formazione, negli anni cinquanta, approfondì le tematiche esistenzialiste di Martin Heidegger e ne riprese l'idea della struttura fondamentale dell'esserci come essere nel mondo (In der Welt sein). Il Dasein apre una porta diversa all'interpretazione della manifestazione nel mondo dell'essere umano e in questo Basaglia vi scorse l'incomprensibilità profonda della malattia mentale e portandolo ad abolire la distinzione accademica tra sano e malato del positivismo.
Seguendo Heidegger arrivò alle conclusioni che era importante prendersi cura (Sorge) delle cose e degli altri e che questa è l'essenza dell'uomo. Intese l'esistenza inautentica caratterizzata dalla necessità dell'esclusione delle questioni mondane in modo che gli altri non spariscano nella loro particolarità e determinatezza. Secondo questa visione l'esistenza autentica viene dominata dall'angoscia e dalla consapevolezza dei propri limiti. All'estremo, l'essere per la morte, con una decisione anticipatrice, è la sola esistenza autentica, consapevole di ciò per cui si è disposti al sacrificio.

#### Psicopatologia
L'idea di tempo di Eugène Minkowski, legata alle analisi di Henri Bergson che ponevano dubbi sulla sua effettiva natura, fecero intendere a Basaglia la vita come un flusso discontinuo e indefinibile. Fece suo il concetto di slancio vitale, lontano dall'impostazione positivista e ponendo l'uomo in una dimensione adatta a sviluppare in modo autentico, come sostenuto da Minkowski, il contatto vitale con la realtà.
Lo schizofrenico manca di questo contatto vitale (Minkowski e anche Binswanger) e sembra bloccarsi in una specifica fase temporale, in un presente costante e sempre attuale.
Basaglia inoltre diede molta importanza alla simpatia e la ritenne essenziale perché si possa verificare un contatto vitale ed autentico con la realtà. Questa, come la comprensione e la partecipazione, doveva necessariamente entrare nel flusso temporale del divenire,che non è lineare né definibile in modo univoco nello spazio. Serve un incontro profondo tra medico e paziente affinché si raggiunga una doppia situazione di consapevolezza: quella del medico nei confronti della persona malata che ha di fronte e quella che il malato acquista di sé.
Così fece suo il metodo di Minkowski, lo preferì esplicitamente all'indagine psicoanalitica ed alla logoterapia. L'individuo andava considerato nella sua globalità, unica via per ricondurre la persona alle sue piene potenzialità. Affrontare solo i sintomi della sofferenza non avrebbe permesso alla persona che si aveva di fronte di ritornare nell'ambiente sociale dal quale era stata esclusa.

#### Il corpo in psichiatria
Sin dal periodo della sua specializzazione in malattie nervose e mentali venne fortemente influenzato dai lavori di diversi autori che, in alcuni casi già da anni, stavano lasciando una forte impronta anche nella psicologia e nella psichiatria. In particolare questi furono Jean-Paul Sartre e Maurice Merleau-Ponty, ma anche Frantz Fanon, Erving Goffman e Michel Foucault.
Merleau-Ponty e Sartre, con diversi altri intellettuali, fondarono nel 1945 la rivista Les Temps Modernes, inoltre in quel periodo pubblicarono due testi importanti: Fenomenologia della percezione il primo e L'essere e il nulla il secondo.
Nei primi anni sessanta poi uscirono altri tre testi fondamentali: I dannati della terra di Frantz Fanon, Asylums; le istituzioni totali; la condizione sociale dei malati di mente e di altri internati di Erving Goffman e la Storia della follia nell’età classica di Michel Foucault.
I testi di Sartre e Merleau-Ponty vennero continuamente citati negli scritti dello stesso Basaglia che con il filosofo parigino ebbe anche rapporti personali diretti, incontrandolo in più occasioni e non nascondendosi la reciproca stima.
Basaglia tentò il recupero dell'entità corporea, restituendo al corpo quel valore che le istituzioni manicomiali che lo custodivano gli avevano tolto. Riallacciandosi al pensiero di Jean-Paul Sartre sostenne il concetto di corpo ambivalente; come oggettivo, per gli altri ed esposto allo sguardo degli altri, e anche come soggettivo, corpo per sé, col quale si esiste in un mondo. Come Sartre aveva distinto la coscienza di sé dal mondo. 
Pur essendo nel mondo, l'essere è diverso dal mondo: è possibilità e libertà. L'uomo che naturalmente e liberamente vive è responsabile di tutto ciò che fa e progetta, inoltre deve poter scegliere e scegliersi. Questa fase critica tuttavia, l'esperienza della libertà incondizionata e della mancanza di riferimenti oggettivi, genera angoscia. Tentare di sfuggire a questa situazione può sfociare nell'illusione di vivere in un mondo razionale o nella ricerca di sicurezze attribuendo un fine alla natura o affidandosi a valori trascendenti. L'alternativa resta quella di convivere con la situazione di fatto, semplicemente accettandola.
Restando più aderente all'approccio fenomenologico, mitigò (sul modello di Merleau-Ponty) la separazione tra corpo oggettivo e corpo soggettivo poiché tale distinzione netta è impossibile. Il corpo è il mezzo per avere un mondo e di conseguenza la libertà è possibile ma rimane condizionata perché l'uomo vive nel mondo e tra gli altri in un groviglio di relazioni inestricabile. Il corpo rimane complementare alla soggettività dell'io, ma rappresenta pure l'esperienza più profonda ed insieme più ambigua. L'ambigua bipolarità del corpo, contemporaneamente presente e dimenticato, attivo e passivo nelle percezioni, rende l'esperienza corporea la più fragile delle esperienze.”

## Posizione
Partendo dai suoi studi e dai suoi interessi filosofici, rivolti soprattutto all'esistenzialismo e alla fenomenologia, e dopo un'esperienza personale diretta nel mondo reale dell'ospedalizzazione psichiatrica Basaglia prese sempre più coscienza dell'incongruenza tra i diversi modelli della dimensione corporea ai quali stava avvicinandosi ed il lavoro dello psichiatra, che doveva adeguarsi alla struttura esistente. Maturò quindi l'urgenza di migliorare la gestione e la custodia dei malati mentali arrivando alla critica radicale dell'istituzione manicomiale, poiché in quella situazione erano un luogo di emarginazione, non di cura, e annullavano la dignità del malato come persona.
Capì che il malato di mente non ha solo bisogno di cure per la sua malattia ma anche di un rapporto umano con chi lo segue. Inoltre gli apparve evidente che al malato, come ad ogni essere umano, servono risposte pratiche; quindi necessita di denaro, di una famiglia e di tutto ciò che ognuno di noi cerca nella vita. Quando ritornava uomo, chi prima era considerato folle non presentava più una malattia, ma una crisi sotto vari aspetti che, se affrontata con una tradizionale diagnosi, aveva come unico risultato quello di cristallizzare una situazione istituzionalizzata.
Come psicopatologo la sua preoccupazione principale divenne quella di salvaguardare la persona del malato di fronte al potere dell'istituzione psichiatrica e divenne sostenitore dell'antipsichiatria, nel senso che negò la funzione di controllo della psichiatria tradizionale.
 Poiché la malattia mentale non è una malattia fisica sostenne quindi che lo psichiatra doveva ascoltare chi aveva di fronte e rinunciare ad ogni certezza precostituita, sospendendo il giudizio.
Era arrivato alla conclusione che non si può trasformare il mondo senza trasformare se stessi, senza esporsi al rischio di diventare altri da ciò che si è.
Basaglia indicò alcuni passaggi necessari per realizzare le sue idee, e questi comprendevano una pressione sull'istituzione perché modificasse il suo modo di operare, far riflettere tutti gli operatori sanitari sulla necessità del cambiamento, l'utilizzo di farmaci coi quali iniziare una prima modifica di rapporti tra istituzione e ricoverato, il mantenimento o la possibilità di riallacciare i rapporti tra pazienti e mondo esterno e, molto importante, l'apertura fisica e simbolica delle porte.
L'impianto giuridico necessario per la protezione dei malati di mente è stato concepito, promosso e costituito grazie all’apporto di psichiatri come Franco Rotelli, Peppe Dell’Acqua, Mario Reali, Giovanna del Giudice, e di giuristi come Giovanna Visintini, Stefano Rodotà, Angelo Venchiarutti, Mauro Bussani e Paolo Cendon.

## Premi e Riconoscimenti
- A Franco Basaglia è intitolata la biblioteca comunale del Municipio XIX, Primavalle (Roma)[50]  e la biblioteca comunale di Vaiano (PO).
- Parco pubblico in cui sorgeva l'ospedale psichiatrico di Gorizia.
- Gli sono state intitolate diverse vie in alcune città italiane, come Bologna, Ferrara e Roma. Anche nello Stato di San Paolo, a Jaguariúna, gli sono state intitolate una via ed una piazza.
- Il Teatro dell'ex ospedale psichiatrico di Trieste è stato dedicato alla memoria di Franca Ongaro e Franco Basaglia.
- Un omaggio alla sua figura è arrivato nel 2008 dal Teatro Stabile del Friuli Venezia Giulia con la programmazione de La luce di dentro. Il lavoro fu tratto da un testo di Gianni Fenzi e diretto da Giuliano Scabia con la partecipazione di Claudio Misculin e dell’Accademia della Follia.[51]
- Il Centro Socio-riabilitativo di Genova Quarto fondato da Antonio Slavich porta il suo nome.[52][53]
- Nel 1975 ha ricevuto, insieme alla moglie Franca Ongaro, un premio speciale nell'ambito del Premio Sila per ... la passione civile e politica che anima la loro attività di operatori culturali e sociali.[54]

## Opere
- Corpo, sguardo e silenzio: Psicopatologia, antropologia, psicoanalisi, Milano, F. Angeli, cop. 2007, OCLC 878616321.
- Conferenze brasiliane, presentazione e versione italiana di Domenico De Salvia e Adolfo Rolle, Pistoia, Centro di documentazione, 1984, SBN CFI0314740.
- Che cos'è la psichiatria?, Parma, Amministrazione provinciale di Parma, 1967. (Estratti[55])
- Che cos'è la psichiatria?, Collana: Piccola biblioteca Einaudi, Torino, Einaudi, 1973, ISBN EAN 9788806365905.
- L'istituzione negata, Milano, Baldini Castoldi Dalai, 1968, ISBN 978-88-6073-732-8., Premio Viareggio Speciale 1968[56]
- Franca Ongaro, Morire di classe, La condizione manicomiale fotografata da Carla Cerati e Gianni Berengo Gardin (libro fotografico), Torino, Einaudi, 1969, ISBN 88-06-03681-5.
- Franca Ongaro, La maggioranza deviante, Torino, Einaudi, 1971.
- Franca Ongaro (a cura di), Crimini di pace, Michel Foucault, Erving Goffman, Ronald David Laing e Noam Chomsky, Torino, Einaudi, 1975, ISBN 88-06-41723-1.
- (ES) La instituciòn en la picota, Buenos Aires, Editorial Encuadre, 1974.
- (PT) A psiquiatria alternativa: contra o pessimismo da razão, o otimismo da prática: conferências no Brasil, San Paolo del Brasile, Brasil Debates, 1979. Edizione italiana:  Franca Ongaro (a cura di), Conferenze brasiliane, Contributi di Maria Grazia Giannichedda. Collana: Minima, Milano, Raffaello Cortina, 2000, ISBN 88-7078-614-5.
- Scritti I, 1953-1968. Dalla psichiatria fenomenologica all'esperienza di Gorizia, Torino, Einaudi, 1981.
- Scritti II, 1968-1980. Dall'apertura del manicomio alla nuova legge sull'assistenza psichiatrica, Collana: Paperbacks, Torino, Einaudi, 1982, ISBN 88-06-52670-7.
- Se l'impossibile diventa possibile, Edizioni di Comunità, 2018 ISBN 978-88-98220-93-9

### Selezione di suoi articoli e saggi
- Esposizione di alcuni casi di utile impiego del Test del disegno nei disturbi del linguaggio, in Rivista Sperimentale di Freniatria e Medicina Legale delle Alienazioni Mentali, vol. 76, n. 2, giugno 1952,  pp. 300-305, PMID 12994675.
- Il mondo dell’«incomprensibile» schizofrenico attraverso la «Daseinsanalyse». Presentazione di un caso clinico, in Giornale di Psichiatrie e di Neuropatologia, vol. 81, n. 3, 1953,  pp. 471-499, PMID 13128418.
- Sull’impiego del Test di associazione verbale secondo Rapaport in clinica psichiatrica, in Giornale di Psichiatrie e di Neuropatologia, vol. 81, n. 4, 1953,  pp. 725-737, PMID 13142364.
- Contributo allo studio psicopatologico e clinico degli stati ossessivi, in Rassegna di Studi Psichiatrici, vol. 43, n. 2, maggio 1954,  pp. 269-310, PMID 13186170.
- Su alcuni aspetti della moderna psicoterapia: analisi fenomenologica dell’«incontro», in Rivista Sperimentale di Freniatria e Medicina Legale delle Alienazioni Mentali, vol. 78, n. 2, giugno 1954,  pp. 239-264, PMID 13225524.
- con Gianfranco Dalla Barba, A proposito della risposto «maschera» nel Test di Rorschach, in Rivista Sperimentale di Freniatria e Medicina Legale delle Alienazioni Mentali, vol. 78, n. 2, giugno 1954,  pp. 433-436, PMID 13225535.
- In tema di «pensiero dereistico». Considerazioni sul concetto di «distacco dalla realtà», in Archivio di Psicologia, Neurologia e Psichiatria, vol. 16, n. 1, 1955,  pp. 87-108, PMID 14362874.
- Sull’impiego del Plexonal (Sandoz) nel trattamento sedativo e nella narcoterapia, in Giornale di Psichiatrie e di Neuropatologia, vol. 83, n. 3, 1955,  pp. 671-672, PMID 13305896.
- con Pessina G, La «reazione immagine» del psiconevrotico ossessivo al Test di associazione verbale, in Rassegna di Studi Psichiatrici, vol. 45, n. 2, marzo–aprile 1956,  pp. 344-359, PMID 13350592.
- con Pessina G, Il Test di associazione verbale e il Test Wechsler Bellevue in un gruppo di soggetti a sintomatologia isterica, in Rassegna di Studi Psichiatrici, vol. 45, n. 3, 1956,  pp. 475-498, PMID 13359749.
- Il corpo nell’ipocondria e nella depersonalizzazione. La struttura psicopatologica dell’ipocondria, in Rivista Sperimentale di Freniatria e Medicina Legale delle Alienazioni Mentali, vol. 80, 1–2, giugno 1956,  pp. 159-185, PMID 13351471.
- Il corpo nell’ipocondria e nella depersonalizzazione. La coscienza del corpo e il sentimento di esistenza corporea nella depersonalizzazione somatopsichica, in Rivista Sperimentale di Freniatria e Medicina Legale delle Alienazioni Mentali, vol. 80, n. 3, agosto 1956,  pp. 453-490, PMID 13360063.
- L’azione della cloropromazina sull’esperienza delirante primaria, in Rivista Sperimentale di Freniatria e Medicina Legale delle Alienazioni Mentali, vol. 81, n. 3, settembre 1957,  pp. 787-798, PMID 13506504.
- Delirio di negazione e ossessione della negazione, in Rivista Sperimentale di Freniatria e Medicina Legale delle Alienazioni Mentali, vol. 81, n. 2, luglio 1957,  pp. 506-510, PMID 13466972.
- A proposito del «dreamy state» e della depersonalizzazione nevrotica. Comunicazione al XII Congresso nazionale della Società italiana di neurologia, in Rivista Sperimentale di Freniatria e Medicina Legale delle Alienazioni Mentali, vol. 81, n. 2, luglio 1957,  pp. 371-378, PMID 13466958.
- Il sentimento di estraneità nella malinconia. Contributo psicopatologico e clinico, in Giornale di Psichiatrie e di Neuropatologia, vol. 85, n. 3, 1957,  pp. 627-645, PMID 13480553.
- con Gianfranco Dalla Barba, La «sindrome organica di Rorschach» in un gruppo di parkinsoniani postencefalitici, in Rassegna di Studi Psichiatrici, vol. 46, n. 2, 1957,  pp. 225-230, PMID 13441961.
- con Gianfranco Dalla Barba, A proposito della «sindrome paranoide nella concezione antropologica», in Giornale di Psichiatrie e di Neuropatologia, vol. 85, n. 3, 1957,  pp. 677-680, PMID 13480557.
- con Gianfranco Dalla Barba, Su alcuni aspetti del protocollo schizofrenico, in Giornale di Psichiatrie e di Neuropatologia, vol. 85, n. 3, 1957,  pp. 671-675, PMID 13480556.
- con Gianfranco Dalla Barba, Il significato delle risposte chiaroscuro, in Giornale di Psichiatrie e di Neuropatologia, vol. 85, n. 2, 1957,  pp. 391-399, PMID 13462245.
- con Gianfranco Dalla Barba, Il rifiuto alla V tavola di Rorschach, in Archivio di Psicologia, Neurologia e Psichiatria, vol. 18, n. 1, gennaio–febbraio 1957,  pp. 17-24, PMID 13436182.
- con Gianfranco Dalla Barba, Dolore psicotico ed ansia nevrotica nel protocollo Rorschach del depresso, in Rivista Sperimentale di Freniatria e Medicina Legale delle Alienazioni Mentali, vol. 81, n. 3, settembre 1957,  pp. 640-653, PMID 13506499.
- con Gianfranco Dalla Barba, A proposito dell’«esaltazione» come modalità schizofrenica, in Rivista Sperimentale di Freniatria e Medicina Legale delle Alienazioni Mentali, vol. 81, n. 3, settembre 1957,  pp. 565-580, PMID 13506495.
- con Fontanari D, Il ruolo del sistema nervoso vegetativo nelle sindromi neuropsichiatriche menopausali, in Rassegna di Neurologia Vegetativa, vol. 15, ottobre 1960,  pp. 131-151, PMID 13865560.
- Il silenzio nel dialogo con lo psicotico, in Giornale di Psichiatrie e di Neuropatologia, vol. 92, 1964,  pp. 787-793, PMID 14304149.
- Ansia e malafede. La condizione umana del nevrotico, in Rivista Sperimentale di Freniatria e Medicina Legale delle Alienazioni Mentali, vol. 88, giugno 1964,  pp. 392-404, PMID 14174407.
- Corps, regard et silence. L’énigme de la subjectivité en psychiatrie, in L’Evolution Psychiatrique (Paris), vol. 30, n. 1, 1965,  pp. 11-26, PMID 14312492.
- Silence in the dialogue with the psychotic, in Journal of Existentialism, vol. 6, n. 21, 1965,  pp. 99-102, PMID 5840813.
- con Antonio Slavich, A proposito delle dinamiche di gruppo in una comunità terapeutica. Il ruolo degli alcoolisti, in Giornale di Psichiatrie e di Neuropatologia, vol. 94, n. 1, 1966,  pp. 93-106, PMID 5947389.
- con Franca Ongaro, Un problema di psichiatria istituzionale. L’esclusione come categoria socio-psichiatrica, in Rivista Sperimentale di Freniatria e Medicina Legale delle Alienazioni Mentali, vol. 90, n. 6, dicembre 1966,  pp. 1484-1503, PMID 5999615.
- Appunti di psichiatria istituzionale, in Recenti Progressi in Medicine, vol. 46, n. 5, maggio 1969,  pp. 486-506, PMID 5409229.
- Problems of law and psychiatry: the Italian experience, in International Journal of Law and Psychiatry, vol. 3, n. 1, 1980,  pp. 17-37, PMID 7409955.
- Crisis intervention, treatment and rehabilitation, in World Hospitals, vol. 16, n. 4, novembre 1980,  pp. 26-27, PMID 10249500.
- Con G. Gallio: La vocazione terapeutica. Per un'analisi critica alla “via italiana” alla riforma psichiatrica (1950-1978) in Salute mentale. Pragmatica e complessità, 2 voll. a c. di A. Debernardi, R.Mezzana, B. Norcio, Centro Studi e ricerche regionale per la salute mentale, Regione Friuli-Venezia Giulia, Trieste, 1992.
- Il malato artificiale, Torino, Einaudi, 1969.
- Franco Basaglia, Noi Matti: Dizionario sociale della psichiatria,, in L'Espresso-Colore, n. 12, 1971.
- Corso di aggiornamento per operatori psichiatrici, 1979, su triestesalutementale.it. URL consultato il 4 maggio 2006 (archiviato dall'url originale il 22 luglio 2011).
- La chiusura dell'ospedale psichiatrico, 1976, su triestesalutementale.it. URL consultato il 4 maggio 2006 (archiviato dall'url originale il 22 luglio 2011).
- Le contraddizioni della comunità terapeutica, 1970, su triestesalutementale.it. URL consultato il 4 maggio 2006 (archiviato dall'url originale il 22 luglio 2011).
- La distruzione dell'ospedale psichiatrico come luogo di istituzionalizzazione, 1964, su triestesalutementale.it. URL consultato il 4 maggio 2006 (archiviato dall'url originale il 22 luglio 2011).
- Franco Fornari, La violenza, a cura di Graziella Controzzi, Gian Piero Dell'Acqua, Firenze, Vallecchi, 1978.
- Franca Ongaro (a cura di), L'utopia della realtà (raccolta di saggi scritti tra il 1963 e il 1979), Contributi di Maria Grazia Giannichedda. Collana: Piccola Biblioteca Einaudi, Torino, Einaudi, 2005, ISBN 88-06-17669-2.
- Franca Ongaro, La nave che affonda, a cura di S. Taverna, A. Pirella, Psichiatria e antipsichiatria a dieci anni da "L'istituzione negata" un dibattito, Roma, Savelli, 1978.
- E. Venturini (a cura di), Il giardino dei gelsi, Torino, Einaudi, 1979.
- Luigi Onnis, Giuditta Lo Russo (a cura di), Dove va la psichiatria?, Pareri a confronto su salute mentale e manicomi dopo la nuova legge, Milano, Feltrinelli, 1980.
- Dove va la psichiatria? Intervista a Eugenio Borgna a cura di Roberto Camarlinghi, su psychiatryonline.it. URL consultato il 15 febbraio 2010 (archiviato dall'url originale il 15 giugno 2011).
- Intervista a Pier Aldo Rovatti sul rapporto di Franco Basaglia con la filosofia del 900, su radioradicale.it.
- Intervista a Nico Casagrande: Basaglia gli anni di Gorizia. A cura di Francesco Bollorino e Lisa Attolini., su pol-it.org.

## Filmografia
- La città di Zeno, regia di Franco Giraldi, 1977[57]
- La seconda ombra, regia di Silvano Agosti, con Remo Girone, Victoria Zinny, Eva Mauri, 2000, Istituto Luce.[58]
- I grandi della Scienza del Novecento: Franco Basaglia, regia di Enrico Agapito[59][60][61]
- Si può fare, regia di Giulio Manfredonia, con Claudio Bisio, Giuseppe Battiston, Anita Caprioli ed altri, film del 2008 liberamente ispirato ad esperienze legate all'applicazione della Legge Basaglia.
- C'era una volta la città dei matti..., regia di Marco Turco, con Fabrizio Gifuni, Vittoria Puccini, Michela Cescon, RAI 2010, film per la televisione in due puntate.
- Nei giardini della mente, regia di Matteo Balsamo, Giotto Production, Merry-Go-Sound, docufilm del 2022 sulla salute mentale e sulla rivoluzione della Legge Basaglia.